# Renée Balibar
Renée Balibar (* 1915; † 1998) war eine französische Romanistin, Linguistin und Literaturwissenschaftlerin.

## Leben und Werk
Renée Balibar war « professeur de lettres ». Ihre Forschung war inspiriert von der marxistischen Ideologiekritik Louis Althussers und stand in Verbindung mit Étienne Balibar und Pierre Macherey, der 1966 eine Theorie der literarischen Produktion publizierte. 

Ideologie ist ein Denksystem, dessen Einseitigkeit und Voreingenommenheit dem Individuum sozialbedingt unbewusst ist, dessen Hinterfragung es sich widersetzt und dem folglich mit kritischer Rationalität nur schwer beizukommen ist. Der ideologiekritische Ansatz von Renée Balibar richtete  sich gegen den nationalistischen Separatismus in der Darstellung der europäischen Sprachen und Literaturen seit rund 200 Jahren und insistierte mit dem Schlagwort „colinguisme“ (Mitsprachigkeit) auf der Internationalität der vor-nationalistischen Eliten vom Mittelalter bis zur Französischen Revolution. Im Mittelpunkt ihrer Darstellungen stehen das Pfingstereignis, die gemeinsame Funktion von Eulalia-Sequenz und Ludwigslied im 9. Jahrhundert, die Sprachpolitik der Französischen Revolution und die Schulpolitik von Jules Ferry. Ihre Thesen wirkten oft provokativ, konnten sich aber auch auf Ernst Robert Curtius berufen, der in  Europäische Literatur und lateinisches Mittelalter (1948, 11. Auflage 1993, französische Übersetzung 1956) die Abhängigkeit der literarischen Tradition vom Bildungswesen (Kanonbildung) betonte (S. 46) und das Mittelalter als eine Epoche der Mitsprachigkeit beschrieb.

Renée Balibar publizierte an prominenter Stelle (Que sais-je? 1991 und 1993). Zwei postume Veröffentlichungen (2004 und 2007) zeigen das anhaltende Interesse an ihren Thesen.

## Werke
- Les français fictifs. Le rapport des styles littéraires au français national, avec la collaboration de Geneviève Merlin et Gilles Tret; présentation de Étienne Balibar et Pierre Macherey, Paris 1974 (Collection « Analyse », hrsg. von Louis Althusser);  Les français fictifs. Politique et pratique de la langue nationale, hrsg. von Anne Roche, nouvelle édition augmentée d'un inédit, Paris 2007 (Anne Roche habilitierte sich 1985 bei Claude Duchet, dem Vater der literarischen Soziokritik, mit der Arbeit  Pour une anthropologie de la création littéraire).
- (mit Dominique Laporte [1949–1984]) Le Français national. Politique et pratiques de la langue nationale sous la Révolution française, présentation de Étienne Balibar et Pierre Macherey, Paris 1974
- L'institution du français. Essai sur le colinguisme des Carolingiens à la République, Paris 1985
- Histoire de la littérature française, Paris 1991, 1993 (Que sais-je ? 2601) (Der Titel ist irreführend. Es geht nicht um eine ausgewogene literaturgeschichtliche Darstellung, sondern um eine ideologiekritische Neuinterpretation auf 130 Seiten.)
- Le colinguisme, Paris 1993 (Que sais-je ? 2796)
- Eulalie et Ludwig. Le manuscrit 150 de la bibliothèque de Valenciennes. Colinguisme et prémices littéraires de l'Europe. Préface de Michel Banniard Paris 2004 (Michel Banniard [* 1945], publizierte Du latin aux langues romanes, Paris 1997, 2005, 2008, Coll. 128.Lettres. 160)